# Avrieux
Avrieux település Franciaországban, Savoie megyében. Lakosainak száma 394 fő (2022. január 1.). Avrieux Bardonecchia, Aussois, Modane, Villarodin-Bourget és Val-Cenis községekkel határos.

## Népesség
A település népességének változása:
| Lakosok száma | 409  | 397  | 403  | 388  | 388  | 389  | 389  | 392  | 394  |
|               | 2013 | 2015 | 2016 | 2017 | 2018 | 2019 | 2020 | 2021 | 2022 |